# تشارلي تشونغ (سياسي)
تشارلي تشونغ هو سياسي أمريكي، ولد في 13 أكتوبر 1926، وتوفي في 26 أبريل 2007.